# NATA
NATAは日本のディジュリドゥ（アボリジナルの伝統楽器）演奏者。

## 略歴
ディジュリドゥの国際的奏者である故ジャル・グルウィウィに師事。オーストラリアの先住民アボリジナルの聖地アーネムランドで伝統音楽、狩猟文化、宴を体験し、自然との関わり方に共感する。そうした彼らとの交流を経て「自然に恵みをもたらす」という意味を持つアボリジナルネームを授かる。
数々のコンサートや、TV・映画・舞台音楽の製作などを通じて、数多くの音楽家と共演・コラボレーションをするほか、東京大学や早稲田大学での演奏講演会、全国幼小中高等学校での特別授業など、ワークショップやレクチャーを多数開催している。

主な活動歴
2004年：インドネシア・バリ島のプラ・ダラム・ブントゥユン寺院で伝統音楽ジェゴグと共演。2005年：現代アートの国際展「横浜トリエンナーレ 2005」にて、山中透（元ダムタイプ）、おおたか静流らと共演（会場：BankART 1929 Yokohama）。2007年：オリジナル・アルバム『frontiers NATA』を、日本を代表するアーティストグループ「ダムタイプ」の設立メンバーである山中透のプロデュースでリリース。そのアルバムには、イギリスのアーティスト Aphex Twin の名曲「Didgeridoo」のカバーも収録。同曲に含まれるハイハット、シンバル、バスドラムなど全てのサウンドをNATA自身の呼吸と演奏で再現した。2009年：師匠への感謝の思いを込めて、日本の土を使って陶製のディジュリドゥを富士山の麓で制作。その作品をディジュリドゥの国際的奏者であり、師匠である故ジャル・グルウィウィが、アボリジナルの聖地アーネムランドで演奏。和製ディジュリドゥが現地で演奏されるのは両国の歴史において初めてのことであり、その模様はTBSのテレビ番組『地球感動配達人 走れ！ポストマン』で全国放送された。自身もTBSから依頼を受けて番組に出演。「鎌倉鶴岡八幡宮例大祭」に出演。2010年：「FUJI ROCK FESTIVAL'10」に出演、SANDIIと共演。
2018年：チュニジア共和国から日本代表として招待を受け「サハラ国際フェスティバル」に出演。マレーシア・ランカウイ島で、ディジュリドゥとソマティクスとの合同による自然体験リトリートを行う（協力: 地球の歩き方）。2019年：神宮球場でのナイトヨガイベント『JINGU STADIUM NIGHT YOGA 2019』にて、日本におけるSUP YOGAの第一人者であるTAMAOと共演。2022年：TOOWA2監督の映画作品『EROSION』にディジュリドゥ奏者として出演。「ホワイトホリゾント芸術祭@猿橋倉庫」でパフォーマー川口隆夫（元ダムタイプ）と共演。

テレビドラマ、映画、舞台
『パーフェクト・ブルー』（ wowowo ）、『警視庁継続捜査班』（テレビ朝日）、『刑事7人』（テレビ朝日）、映画『Blood 』、『ARC - 薄明・薄暮』舞踏グループ山海塾、舞台『聖なる怪物』等の音楽制作に参加。
公演
海外／チュニジア共和国、インドネシア・バリ島、マレーシア・ランカウイ島、台湾
国内／「FUJI ROCK FESTIVAL ‘10」、「横浜トリエンナーレ 2005」、「2009年 鎌倉鶴岡八幡宮例大祭」、「YogaFest YOKOHAMA 2010, 2024」、「第28回日本鍾乳洞サミット」、「けん玉ワールドカップ 2016」、駐日ドイツ大使館（東京）、駐日中華人民共和国大使館（東京）、東京国立博物館（東京）、森美術館（東京）、六本木ヒルズGRAND HYATT（東京）、六本木ハリウッドホール（東京）、明治神宮野球場（東京）、真言宗豊山大本山護国寺（東京）、久良岐能舞台（神奈川）、川崎能楽堂（神奈川）、富山縣護国神社（富山）、金沢市民芸術村（石川）、国登録文化財旧マッケンジー邸（静岡）、法輪寺（京都）、矢田寺（奈良）、信貴山総本山玉蔵院（奈良）、指定天然記念物 満奇洞（岡山）、長崎歴史文化博物館（長崎）、ぬちしぬじガマ（沖縄）など。

講演・授業
東京大学、早稲田大学、東京都立多摩高等学校、東京都新宿区西新宿小学校、東京都新宿区立鶴巻小学、東京都武蔵村山第三小学校、東京都青梅市吹上小学校、東京都奥多摩町立氷川小学校、静岡県浅羽南幼稚園、沖縄県本部町立上本部中学校、石垣中学校、沖縄県うるま市立勝連小学校、沖縄県立与勝高校・与勝緑ヶ丘中学校、沖縄県うるま市立勝連幼稚園、岡山県津山交流演奏会、石垣市白保中学校、おもと学園 (指定障害者支援施設)、ひまわり（障がい児通所支援事業所）、八重山育成園 (多機能型事業所)、まきら幼稚園など。

## ディスコグラフィ
オリジナル・アルバム  その他の参加作品 
- 『 frontiers NATA』 オリジナル・アルバム
- 『刑事7人』 オリジナル・サウンドトラック
- 『屋久島～世界自然遺産』 アルバム CD＋DVD
- 『CRYSTALISM』 orange pekoe  アルバム
- 『顔面着地』 太華  アルバム CD＋DVD
- 『肋骨レコード』 GAS CRACKERZ   EP
- 『Inner City Beatz』 GAS CRACKERZ  アルバム
- 『Entrance to Reality』 Tri-force  アルバム
- 『WARAJI』 ZORRO  アルバム
- 『Requiem for Freedom』 shinto-ka  アルバム
- 『BRUTAL BLUES』 KAZNOSTIC FRONT  アルバム
- 『VAIKUNTHAS』  アルバム
- 『WANGANY 』 コンピレーション・アルバム

## ドラマ・映画・舞台関連作品
- 『Blood 』映画 （2009年）
- 『パーフェクト・ブルー』 wowowo （2010年）
- 『警視庁継続捜査班』テレビ朝日 （2010年）
- 『刑事7人』 テレビ朝日 （2015年）
- 『ARC - 薄明・薄暮』舞踏グループ山海塾 （2021年）
- 『聖なる怪物』舞台（2023年）  等の音楽制作に参加。

## テレビ・雑誌・新聞
- NHK番組、NHKニュース、TBS番組、YAHOO! JAPANニュース、gooニュース、dmenuニュース、『トレーニングNavi』 Vol.1ベースボール・マガジン社、『Yogini』、『ソトコト』、読売新聞社、静岡新聞社、山陽新聞社、琉球新報社、八重山毎日新聞社など。